# Villabate
Villabate (sicilià Villabbati) és un municipi italià, dins de la ciutat metropolitana de Palerm. L'any 2007 tenia 21.942 habitants. Limita amb els municipis de Ficarazzi, Misilmeri i Palerm.

## Administració
| Període | Identitat         | Partit             |
| ------- | ----------------- | ------------------ |
| 2007-   | Gaetano Di Chiara | Alleanza Nazionale |